# Shigeki Kurata
Shigeki Kurata (藏田 茂樹 Kurata Shigeki?), född 22 juni 1972 i Kyoto prefektur, är en japansk före detta fotbollsspelare.
Kurata började sin karriär 1995 i Cerezo Osaka. Han spelade 141 ligamatcher för klubben. 2002 flyttade han till Avispa Fukuoka. Han avslutade karriären 2004.